# Batavia (hajó)
A Batavia a Holland Kelet-indiai Társaság (Vereenigde Oost-Indische Compagnie, VOC) hajója volt. A 24 öntöttvas ágyúval felfegyverzett kereskedőhajót 1628-ban építették Amszterdamban. A Batavia az első útján zátonyra futott és elsüllyedt; a neve a túlélő hajótöröttek közötti zendülés és mészárlás miatt vált hírhedtté. A hajóroncsot 1963-ban fedezték fel. A Batavia másolatát ma a hollandiai Lelystadban lehet megtekinteni.  

## Zendülés aBatavián
Az újonnan épült Batavia hét másik hajó kíséretében 1628. október 27-indult Texelből a kelet-indiai holland gyarmatokra. A hajó Társaság által kirendelt parancsnoka (opperkoopman) Francisco Pelsaert volt, kapitánya pedig Ariaen Jacobsz. A két férfi már korábban is ellenséges viszonyban volt egymással. Pelsaert helyetteséül (onderkoopman) Jeronimus Corneliszt, egy csődbement gyógyszerészt neveztek ki, aki belekeveredett az eretnekségért és ateizmusért letartóztatott festő, Johannes van der Beeck perébe és sürgősen el akarta hagyni Hollandiát.    
Az út során a parancsnok és a kapitány viszonya tovább romlott. Jacobsz megpróbálta elcsábítani a hajón utazó Lucretia van der Mijlent, egy vagyonos kereskedő lányát, aki a férjéhez utazott a gyarmatokra; ám ő visszautasította, viszont baráti viszonyba került Pelsaerttel. Mikor a Jóreménység-foknál kikötöttek, hogy feltöltsék a készleteiket, Jacobsz nagy ivászatokat rendezett Cornelisz társaságában: ezért a parancsnok nyilvánosan megrótta őket. Ők ketten ezután kitervelték, hogy birtokukba kerítik a Bataviát, kirabolnak néhányat a Társaság hajói közül és aztán a rakományban levő nagy mennyiségű arany és ezüst segítségével új életet kezdenek a délkelet-ázsiai szigetvilágban. Jacobsz szándékosan eltérítette a hajót az útvonaláról és elszakadt a Társaság flottájának többi hajójától. Jacobsz és Cornelisz összegyűjtött néhány megbízható embert – köztük több katonát és kadétot - és kitervelte a zendülés menetét. Ennek megfelelően néhány összeesküvő megerőszakolta Lucretia van der Mijlent, aki felismerte az egyik támadóját. A terv szerint akkor kezdték volna a zendülést, amikor a hajó legénysége összegyűlik a férfi megbüntetésére, reményeik szerint az akasztással fenyegetőző Pelsaert ellen könnyebb lett volna fellázítani a legénységet. 

## A hajótörés
Mielőtt még erre sor kerülhetett volna, 1629. június 4-én a Batavia zátonyra futott a Nyugat-Ausztrália partjai előtt fekvő Houtman Abrolhos szigetcsoportnál. A hajón tartózkodó 322 emberből (legénység és utasok) negyvenen megfulladtak, de a többieket két csónak segítségével sikerült a legközelebbi szigetre menekíteni. A szigeten azonban nem találtak édesvizet és élelmül is csak néhány fóka és madár szolgált.  
Pelsaert, Jacobsz és még néhány tiszt és utas a 9 méteres szkiffben felderítette a környéket egészen az ausztrál tengerpartig hogy vizet találjanak, de nem jártak sikerrel. Ezután, a többi hajótöröttet hátrahagyva, egy kétségbeesett próbálkozás keretében a két csónakkal elindultak Batávia városa felé, hogy segítséget hozzanak. Elképesztő módon, egy 33 napos utazás után, mind a 48-an épségben megérkeztek céljukhoz. A megérkezésük után Pelsaert kivégeztette az erőszaktevőt és Jacobszot hanyagság vádjával bebörtönöztette (arról nem volt tudomása, hogy zendülést tervezett). A kormányzó egy hajót adott a parancsnoknak, hogy mentse meg a hátramaradottakat és a Batavia rakományát. Pelsaert két hónappal elindulása után tért vissza a szigetre, ahol közben véres lázadás vette kezdetét, amely legalább száz áldozatot követelt. 

## A gyilkosságok

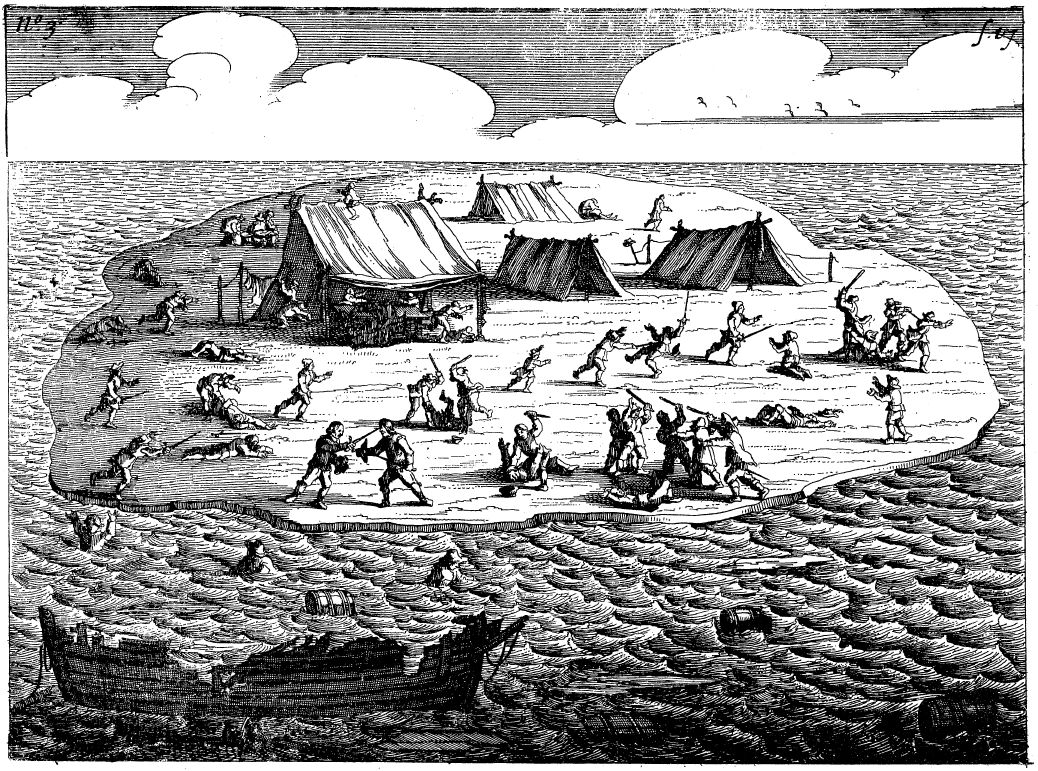
Gyilkosságok a szigeten (1647-es ábrázolás)

A túlélők között a rangidős parancsnok, Jeronimus Cornelisz vette át a vezetést. Az első napokban már szomjan haltak néhányan, de aztán egy eső valamelyest enyhítette a helyzetüket. Cornelisz tudatában volt annak, hogy ha a Batáviába induló csónakok sikerrel járnak, akkor őt zendülés keltéséért letartóztathatják, ezért azt tervezte, hogy egy arra járó hajót kerít a hatalmába. Ehhez azonban ki kellett iktatnia mindazokat akik ellene szegülhettek. Először húsz katonát átszállíttatott a szomszéd szigetre, hogy keressenek vizet és sikerüket füstjelekkel jelezzék. Tervei szerint őket otthagyta volna meghalni.  A megmaradt fegyvereket és élelmet a saját felügyelete alá helyezte, majd hamarosan gyilkos önkényeskedésbe kezdett és megöletett bárkit, aki ellene mert felszólalni. A zendülők nem bírtak betelni a hatalmukkal és a legapróbb indokkal agyonvertek, megkéseltek, vízbe fojtottak bárkit, akár nőket vagy gyerekeket is.  Cornelisz halálos fenyegetésekkel az ágyasává tette Lucretiát, és a többi nőt is rendszeresen megerőszakolták. 
Maga Cornelisz saját kezűleg nem ölt meg senkit sem, bár sikertelenül megpróbált megmérgezni egy csecsemőt, akit aztán megfojtottak. Eleinte még próbált törvényes színezetet adni a gyilkosságoknak és megvádolta valamivel, például tolvajlással az áldozatot. Később már csak szórakozásból vagy unaloműzésként is öltek embereket. Terveik szerint 45 körülire csökkentették volna a hajótöröttek létszámát, hogy készleteik tovább tartsanak. A mentőhajó megérkezéséig 125 férfit, nőt és gyermeket mészároltak le.

## A megmenekülés

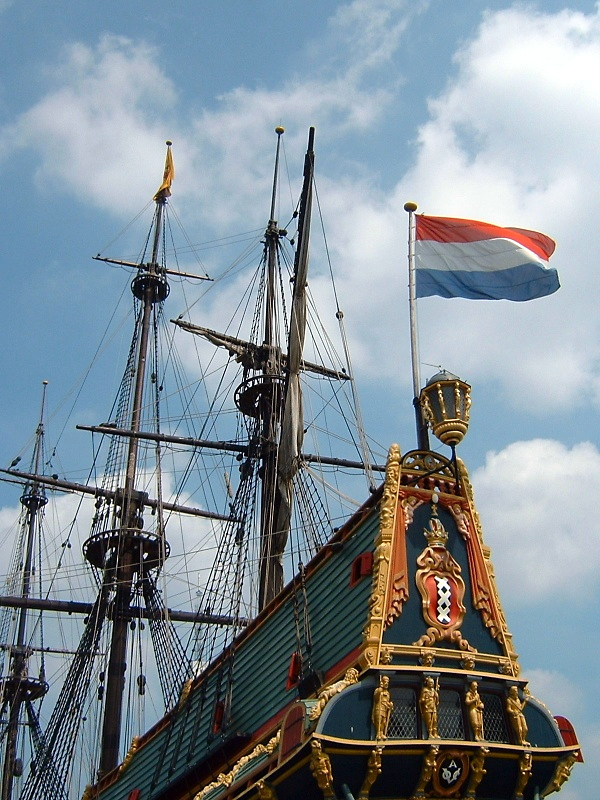
A Batavia másolatának tatja

Eközben a szomszéd szigetre szállított katonák találtak egy forrást és élelmet is, és a megegyezés szerint leadták a füstjeleket. Mint kiderült, a környező szigetek közül egyedül az övékén volt nagyobb mennyiségű víz, és jelentős vadállomány is élt ott. A menekültektől azonban tudomást szereztek a történtekről és védekezésül kis sziklaerődöt emeltek és lándzsákat és bunkókat készítettek a partravetett roncsokból. A menekültekkel együtt létszámuk ekkor már meghaladta a zendülőkét. 
Cornelisz tudatában volt a katonák jelentette veszélynek és víztartalékukat is szerette volna megkaparintani ezért több rohamot intézett ellenük, amit a Wiebbe Hayes, egy közlegény által vezetett képzett katonák visszavertek és magát Corneliszt is foglyul ejtették.
Ekkor érkezett vissza Pelsaert hajója. A lázadók és a katonák egymással versenyezve próbálták elérni a hajót, hogy a saját verziójukat adják elő a történtekről. Wiebbe Hayes érte el a hajót előbb és a megmentőkkel megerősített csapata foglyul ejtette valamennyi zendülőt. 
Pelsaert helyben a szigeten tartotta a főkolomposok tárgyalását. Cornelisznek és a főbb bűnösöknek levágták a kezét, aztán felakasztották őket. Két embert, akik nem követtek el súlyos bűnöket de Cornelisz bandájába tartoztak, kiraktak Ausztrália partjára, ők nyomtalanul eltűntek. Később állítólag a szokásosnál világosabb bőrű bennszülötteket láttak a környéken és genetikai vizsgálatokkal találtak Hollandiára jellemző markereket is az amangu törzsben, de ők lehettek az 1712-ben a környéken elsüllyedt Zuytdorp túlélőinek leszármazottai is. 
A többi lázadót Batáviában vitték bíróság elé. Ötöt felakasztottak, többeket megkorbácsoltak. Cornelisz alvezérét, Jacop Pieterszet az akkori legsúlyosabb büntetésre, kerékbetörésre ítélték.   
Jacobsz kapitányt kínvallatásnak vetették alá, de tagadta részvételét a zendülés előkészítésében. A kivégzést elkerülte, de további sorsa ismeretlen, feltehetően meghalt a börtönben. A Társaság vizsgálatot rendelt el Pelsaert ellen is, amely megállapította, hogy a parancsnok nem viselkedett az elvárható eréllyel, ezért részben ő is felelős a történtekért. Vagyonát elkobozták, ő pedig egy év múlva meghalt. 
Az ellenállás vezetőjét, Wiebbe Hayest viszont hősként éltették, előbb őrmesterré, majd hadnaggyá léptették elő, amely által fizetése ötszörösére növekedett. 

## A roncs megtalálása

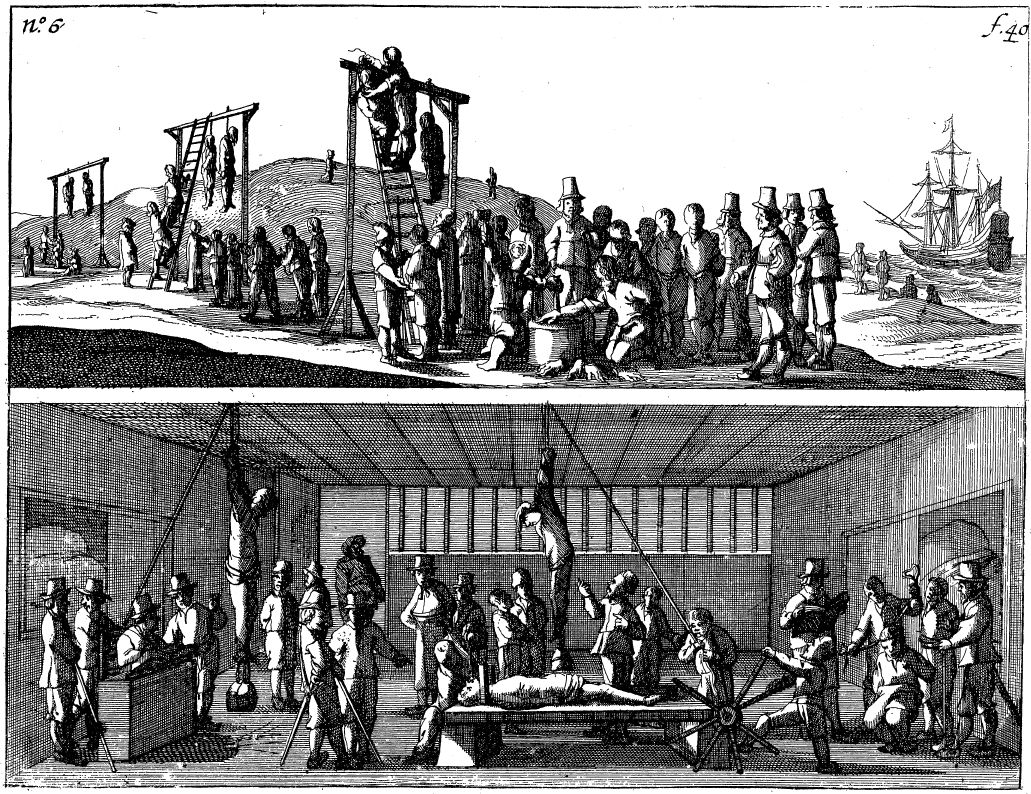
A zendülők kivégzése (1647)

1840-ben az Ausztrália partjait felmérő HMS Beagle (ugyanaz a hajó, amellyel korában Charles Darwin utazta körbe a világot) jelentett egy hajóroncsot a Houtman Abrolhos környékén, amelyet a Bataviával azonosított, de lehetséges, hogy az 1728-ban elsüllyedt Zeewyk maradványait látta. 
Az 1950-es évektől kezdődően Henrietta Drake-Brockman történész kezdeményezésére több expedíciót is indítottak a Batavia túlélői közti mészárlás helyszínének és esetleg a hajóroncs megkeresésére. A búvárok végül 1963. június 4-én találták meg a Batavia roncsát.
1970 és 1974 között a Nyugat-Ausztráliai Múzeum régészei rendszeresen hoztak fel leleteket a roncsról, többek között ágyúkat, egy horgonyt és palánkokat. A tárgyakat a múzeumban állították ki, de magához a roncshoz is le lehet merülni a múzeum „roncsútvonal” programján belül. 

## A másolat
1985 és 1995 között a hollandiai Lelystadban megépítették a Batavia mását. A hajó korabeli források és festmények alapján (mivel terveket akkor még nem készítettek) tölgyfagerendákból készült.  1999-ben átszállították Ausztráliába és a 2000-es Sydney-i olimpiai játékokon a holland csapat zászlóshajójaként szerepelt. Miután kivontatták az óceánra a hajó saját vitorláit is kipróbálhatta. 2001-ben visszaszállították Hollandiába, ahol Lelystadban azóta is megtekinthető. 

## Fordítás
- Ez a szócikk részben vagy egészben  a   Batavia (ship) című angol Wikipédia-szócikk ezen változatának fordításán alapul.  Az eredeti cikk szerkesztőit annak laptörténete sorolja fel. Ez a jelzés csupán a megfogalmazás eredetét és a szerzői jogokat jelzi, nem szolgál a cikkben szereplő információk forrásmegjelöléseként.

## Külső hivatkozások
- "VOC ship Batavia". Voc.iinet.net.au. Hozzáférés ideje: 2011-03-27.
- The Grey Company: The Batavia
- A Batavia története a Nyugat-Ausztráliai Múzeum honlapján